# 致命之白
《致命之白》是羅勃·蓋布瑞斯系列的第四本小说，由J.K.罗琳（J.K.Rowling）撰写， 笔名羅勃·蓋布瑞斯（ Robert Galbraith）出版。该小说于2018年9月18日发行。

## 背景
《致命之白》是继《杜鵑的呼喚》、《抽絲剝繭》和《邪恶事业》之后的续作。据罗琳暂定计划，至少还会再增加五个故事。在大约两年的写作之后，罗琳于2018年3月23日宣布完成该手稿。该书于2018年9月18日发行。该书沿续了私家侦探柯莫藍·史崔克（Cormoran Strike）和他的搭档蘿蘋·艾拉寇特（Robin Ellacott）的故事，并且成为迄今为止该系列中最长的一部。故事开始于《邪恶事业》结束后，蘿蘋（Robin）婚宴上发生的详细事件。

## 電視劇
罗琳已经确认，《致命之白》将改编成电视剧《Strike》的一部分，该电视剧由汤姆·伯克饰演柯莫藍·史崔克， 霍利迪·格兰杰饰演蘿蘋·艾拉寇特。拍摄于2019年9月开始；尽管尚未公开宣布确切的发行日期，但该工作室的目标是使四集在2020年首映。